# Пушкино (Красногвардейский район)
Пу́шкино  (до 1948 года Царе́квичи; укр. Пушкіне, крымскотат. Tsarekviçi, Цареквичи) — село в Красногвардейском районе Республики Крым, входит в состав Петровского сельского поселения (согласно административно-территориальному делению Украины — Петровского сельского совета Автономной Республики Крым).

## Население
| 2001 | 2014 |
| ---- | ---- |
| 698  | ↘663 |

Всеукраинская перепись 2001 года показала следующее распределение по носителям языка
| Язык             | Процент |
| ---------------- | ------- |
| русский          | 59,74   |
| украинский       | 19,77   |
| крымскотатарский | 10,74   |
| белорусский      | 1,15    |

### Динамика численности
| - 1805 год — 48 чел. - 1862 год — 67 чел. - 1864 год — 93 чел. - 1889 год — 108 чел. - 1892 год — 169 чел. - 1900 год — 226 чел. - 1911 год — 226 чел. - 1915 год — 135/48 чел. | - 1926 год — 228 чел. - 1931 год — 257 чел. - 1936 год — 221 чел. - 1939 год — 553 чел. - 2001 год — 698 чел. - 2009 год — 696 чел. - 2014 год — 663 чел. |

## Современное состояние
На 2017 год в Пушкино числится 4 улицы; на 2009 год, по данным сельсовета, село занимало площадь 105,9 гектара на которой проживало 696 человек. В селе действуют сельский клуб, библиотека, фельдшерско-акушерский пункт, 3 магазина. Пушкино связано автобусным сообщением с райцентром и соседними населёнными пунктами.

## География
Пушкино — село на севере района, в степном Крыму, у границы с Джанкойским районом, с западной стороны железной дороги Джанкой — Севастополь, высота центра села над уровнем моря — 40 м. Соседние сёла: Ближнее в 0,5 км на юг и Вольное Джанкойского района в — 2 км на север. Расстояние до райцентра — около 7 километров (по шоссе), там же ближайшая железнодорожная станция Урожайная. Транспортное сообщение осуществляется по региональной автодороге 35Н-171 Джанкой — Гвардейское (по украинской классификации — С-0-10447).

## История
Село Цареквич основано на месте старинной крымскотатарской деревни Курман-Келечи.
Первое документальное упоминание села встречается в Камеральном Описании Крыма… 1784 года, судя по которому, в последний период Крымского ханства Курмаш-Кемельчи входили в Орта Чонгарский кадылык Карасубазарского каймаканства. После присоединения Крыма к России (8) 19 апреля 1783 года, (8) 19 февраля 1784 года, именным указом Екатерины II сенату, на территории бывшего Крымского Ханства была образована Таврическая область и деревня была приписана к Перекопскому уезду. После Павловских реформ, с 1796 по 1802 год, входила в Акмечетский уезд Новороссийской губернии. По новому административному делению, после создания 8 (20) октября 1802 года Таврической губернии, Курман-Кемельчи был включён в состав Кокчора-Киятской волости Перекопского уезда.
По Ведомости о всех селениях в Перекопском уезде состоящих с показанием в которой волости сколько числом дворов и душ… от 21 октября 1805 года, в деревне Курман-Кемельчи числилось 4 двора и 48 жителей крымских татар. На карте генерал-майора Мухина 1817 года рядом обозначены Биюк и Кучук-Кемельчи с 14 дворами в обеих. Видимо, вследствие эмиграции татар в Турцию деревня опустела и ни в «Ведомости о казённых волостях Таврической губернии 1829 года», ни на карте 1842 года уже не значится.
В 1860-х годах, после земской реформы Александра II, деревню включили в состав Владиславской волости того же уезда. В 1862 году, на месте опустевшей деревни, 67 выходцами из Чехии на 878 десятинах выделенной земли была основана колония Цареквич. Согласно «Памятной книжке Таврической губернии за 1867 год», деревня Курман-Кемельчи была покинута жителями в 1860—1864 годах, в результате эмиграции крымских татар, особенно массовой после Крымской войны 1853—1856 годов, в Турцию и заселена Чехами из Богемии. В «Списке населённых мест Таврической губернии по сведениям 1864 года», составленном по результатам VIII ревизии 1864 года, Курман-Кемельчи, или Цареквич — чешская колония ведомства попечительного комитета об иностранных поселенцах южной России с 18 дворами и 93 жителями при колодцах. По обследованиям профессора А. Н. Козловского начала 1860-х годов, в селении вода в колодцах глубиной от 12—18 саженей (от 25 до 38 м) была солоноватая. На трехверстовой карте Шуберта 1865—1876 года обозначена колония Курман-Кемельчи без указания числа дворов.
По данным энциклопедического словаря «Немцы России» — немецкое католическо — лютеранское село с теми же фактами основания.
К 1886 году Владиславская волость была упразднена и в «Памятной книге Таврической губернии 1889 года» по результатам Х ревизии 1887 года записан Цареквич Григорьевской волости, с 23 дворами и 108 жителями.
После земской реформы 1890 года деревню отнесли к Александровской волости. Согласно «…Памятной книжке Таврической губернии на 1892 год», в селе Царкевич, входившем в Цареквичское сельское общество, было 169 жителей в 24 домохозяйствах. По «…Памятной книжке Таврической губернии на 1900 год» в деревне числилось 226 жителей в 22 дворах. По Статистическому справочнику Таврической губернии. Ч.II-я. Статистический очерк, выпуск пятый Перекопский уезд, 1915 год, в деревне Цареквичи Александровской волости Перекопского уезда числилось 32 двора (31 двор с землёй, 1 — безземельный) с немецким населением в количестве 135 человек приписных жителей и 48 — «посторонних», из которых 93 мужчины и 90 женщин. Жители владели 860 десятинами удобной земли. В хозяйствах имелось 109 лошадей, 8 волов, 109 коров и 92 головы мелкого скота.
После установления в Крыму Советской власти и учреждения 18 октября 1921 года Крымской АССР, в составе Джанкойского уезда был образован Курманский район, в состав которого включили село. В 1922 году уезды получили название округов. 11 октября 1923 года, согласно постановлению ВЦИК, в административное деление Крымской АССР были внесены изменения, в результате которых был ликвидирован Курманский район и село включили в состав Джанкойского. Согласно Списку населённых пунктов Крымской АССР по Всесоюзной переписи 17 декабря 1926 года, в селе Царкевичи, центре упразднённого к 1940 году Царкевичского сельсовета Джанкойского района, числилось 44 двора, из них 43 крестьянских, население составляло 228 человек, из них 210 немцев, 6 украинцев, 6 чехов, 5 русских, 1 записан в графе «прочие», действовала немецкая школа. После образования в 1935 году немецкого национального (лишённого статуса национального постановлением Оргбюро ЦК КПСС от 20 февраля 1939 года) Тельманского района, Царкевичи, с населением 221 человек включили в его состав. Вскоре после начала Великой Отечественной войны, 18 августа 1941 года крымские немцы были выселены, сначала в Ставропольский край, а затем в Сибирь и северный Казахстан.
После освобождения Крыма от фашистов, 12 августа 1944 года было принято постановление № ГОКО-6372с «О переселении колхозников в районы Крыма» по которому в район из областей Украины и России переселялись семьи колхозников, а в начале 1950-х годов последовала вторая волна переселенцев из различных областей Украины. С 25 июня 1946 года Цареквичи в составе Крымской области РСФСР. Указом Президиума Верховного Совета РСФСР от 18 мая 1948 года, Цареквичи переименовали в Пушкино. В 1950 году 9 колхозов, в том числе и местный, объединили в колхоз «Дружба народов»; в Пушкино действовала 4-я бригада. 26 апреля 1954 года Крымская область была передана из состава РСФСР в состав УССР. Время включения в Петровский сельсовет пока не установлено: на 15 июня 1960 года село уже числилось в его составе. По данным переписи 1989 года в селе проживало 553 человека. С 12 февраля 1991 года село в восстановленной Крымской АССР, 26 февраля 1992 года переименованной в Автономную Республику Крым. С 21 марта 2014 года — в составе Республики Крым России.